# Trafigura
Trafigura Group Pte. Ltd. je nadnárodní korporace, která se věnuje obchodu s komoditami jako kovy a ropa. Věnuje se také podnikání v energetice. Hlavní sídlo má v singapurském mrakodrapu Ocean Financial Centre a regionální centra sídlí v Ženevě, Bombaji, Houstonu a Montevideu. Trafigura patří k největším světovým obchodníkům s komoditami a její výsledek hospodaření dosáhl v roce 2024 7,4 miliard dolarů. V tomto roce měla dvanáct tisíc zaměstnanců a působila ve sto padesáti zemích. Ročně zobchoduje více 312 milionů tun ropy. Umístila se v čele žebříčku Fortune 500 pro jihovýchodní Asii.
Založili ji v roce 1993 Claude Dauphin, Eric de Turckheim, Graham Sharp, Antonio Cometti, Daniel Posen a Mark Crandall, kteří původně pracovali pro Marca Riche. Hlavními akcionáři jsou společnosti registrované na Jersey, Maltě a Nizozemských Antilách. Akcie společnosti jsou kótovány na Singapurské burze. Její pobočkou je Puma Energy. Společně s ruskou firmou Rosněfť vlastnila také indickou ropnou společnost Essar Group, ale svůj podíl prodala po ruské invazi na Ukrajinu.

## Kontroverze
V roce 2006 byla na Pobřeží slonoviny zadržena loď Probo Koala registrovaná v Panamě. Vyšlo najevo, že na této lodi vyvezla Trafigura do země stovky tun toxických chemikálií, které způsobily smrt nejméně patnácti osob. V roce 2010 uložil nizozemský soud společnosti za nesprávné zacházení s odpady pokutu milion eur. Společnost byla také vyšetřována v souvislosti se zneužíváním programu Ropa za potraviny a s uplácením vysokých státních úředníků v Brazílii a Angole. V roce 2024 bylo zveřejněno, že zaměstnanci firmy v Mongolsku zpronevěřili 1,1 miliardy dolarů.